# Kalinikos Kreanga

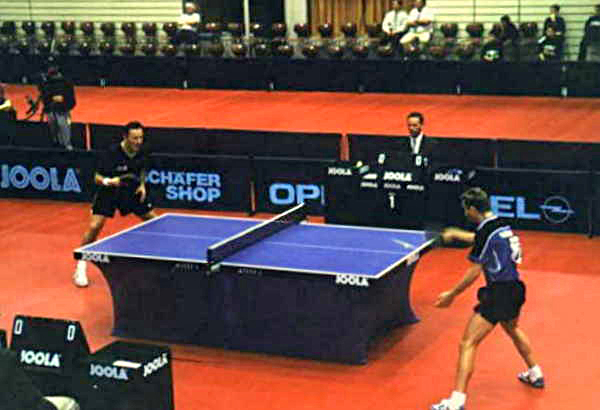
Kalinikos Kreanga (în dreapta)

Kalinikos Kreanga (n. 8 martie 1972, Bistrița, România) este un jucător de tenis de masă grec, originar din România.
Născut Călin Creangă, a început să joace tenis de masă la vârsta de 7 ani sub îndrumarea antrenorului Gheorghe Bozga (același care o va descoperi ulterior și pe Mihaela Steff).
În 1989, la vârsta de 17 ani, rămâne (împreună cu tatăl său, care îl acompania) în Luxemburg unde participa la Campionatele Europene de Juniori. Primind o ofertă avantajoasă de a juca profesionist în Grecia, se hotărăște să se ducă acolo, iar minor fiind, a primit repede cetățenia greacă, schimbându-și numele în cel actual.

### Echipe la care a evoluat
- A.C. Zografou (Grecia) (până în 1995)
- Finower TTC (1995/96; 2. Bundesliga, Germania)
- Royal Villette Charleroi, (Belgia), din 1996)
- TTC Weinheim (2. Bundesliga, Germania)
- TTF Ochsenhausen (Germania)
- Montpellier TT (Franța)
- Hennebont (Franța)

## Succese internaționale

### Campionate Mondiale
- Campionatele Mondiale din 1991, Chiba, Japonia: medalia de bronz la dublu mixt cu Otilia Bădescu
- Campionatele Mondiale din 2003, Paris, Franța: medalia de bronz la individual masculin

### Campionatele Europene
- 1992 Campion european la dublu mixt cu Otilia Bădescu
- 1994 Campion european la dublu cu Zoran Kalinić
- 2002 Vicecampion european la simplu
- 2005 Locul trei la simplu și vicecampion european la dublu cu Wladimir Samsonov

### Alte rezultate
- Câștigător, Iran Open, 1989[3]
- Câștigător, Iceland Open, 1992[3]
- Medalia de bronz, individual, Campionatul Mondial, Paris, 2003[4]
- Locul doi, individual, Cupa Mondială, 2004[4]
- Câștigător, Chile Open , 2004[4]
- Câștigător, individual și dublu, St. Petersburg Open, 2004[4]